# Gran Premi de la Xina del 2010
El Gran Premi de la Xina de Fórmula 1 de la Temporada 2010 es disputà al circuit de Xangai, el 18 d'abril del 2010.

## Qualificació
| Pos | No | Pilot              | Constructor          | Part 1   | Part 2   | Part 3   | Sortida |
| --- | -- | ------------------ | -------------------- | -------- | -------- | -------- | ------- |
| 1   | 5  | Sebastian Vettel   | Red Bull-Renault     | 1:36.317 | 1:35.280 | 1:34.558 | 1       |
| 2   | 6  | Mark Webber        | Red Bull-Renault     | 1:35.978 | 1:35.100 | 1:34.808 | 2       |
| 3   | 8  | Fernando Alonso    | Ferrari              | 1:35.987 | 1:35.235 | 1:34.913 | 3       |
| 4   | 4  | Nico Rosberg       | Mercedes             | 1:35.952 | 1:35.134 | 1:34.923 | 4       |
| 5   | 1  | Jenson Button      | McLaren-Mercedes     | 1:36.122 | 1:35.443 | 1:34.979 | 5       |
| 6   | 2  | Lewis Hamilton     | McLaren-Mercedes     | 1:35.641 | 1:34.928 | 1:35.034 | 6       |
| 7   | 7  | Felipe Massa       | Ferrari              | 1:36.076 | 1:35.290 | 1:35.180 | 7       |
| 8   | 11 | Robert Kubica      | Renault              | 1:36.348 | 1:35.550 | 1:35.364 | 8       |
| 9   | 3  | Michael Schumacher | Mercedes             | 1:36.484 | 1:35.715 | 1:35.646 | 9       |
| 10  | 14 | Adrian Sutil       | Force India-Mercedes | 1:36.671 | 1:35.665 | 1:35.963 | 10      |
| 11  | 9  | Rubens Barrichello | Williams-Cosworth    | 1:36.664 | 1:35.748 |          | 11      |
| 12  | 17 | Jaime Alguersuari  | Toro Rosso-Ferrari   | 1:36.618 | 1:36.047 |          | 12      |
| 13  | 16 | Sébastien Buemi    | Toro Rosso-Ferrari   | 1:36.793 | 1:36.149 |          | 13      |
| 14  | 12 | Vitali Petrov      | Renault              | 1:37.031 | 1:36.311 |          | 14      |
| 15  | 23 | Kamui Kobayashi    | BMW Sauber-Ferrari   | 1:37.044 | 1:36.422 |          | 15      |
| 16  | 10 | Nico Hülkenberg    | Williams-Cosworth    | 1:37.049 | 1:36.647 |          | 16      |
| 17  | 22 | Pedro de la Rosa   | BMW Sauber-Ferrari   | 1:37.050 | 1:37.020 |          | 17      |
| 18  | 15 | Vitantonio Liuzzi  | Force India-Mercedes | 1:37.161 |          |          | 18      |
| 19  | 24 | Timo Glock         | Virgin-Cosworth      | 1:39.278 |          |          | 19      |
| 20  | 18 | Jarno Trulli       | Lotus-Cosworth       | 1:39.399 |          |          | 20      |
| 21  | 19 | Heikki Kovalainen  | Lotus-Cosworth       | 1:39.520 |          |          | 21      |
| 22  | 25 | Lucas di Grassi    | Virgin-Cosworth      | 1:39.783 |          |          | 22      |
| 23  | 21 | Bruno Senna        | HRT-Cosworth         | 1:40.469 |          |          | 23      |
| 24  | 20 | Karun Chandhok     | HRT-Cosworth         | 1:40.578 |          |          | 241     |

Notes:
1.^  - Karun Chandhok va ser penalitzat amb 5 places per haver canviat la caixa de canvis sense haver-hi cap comissari present.

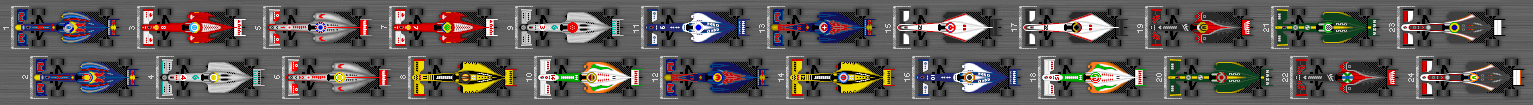
Posicions després de la qualificació

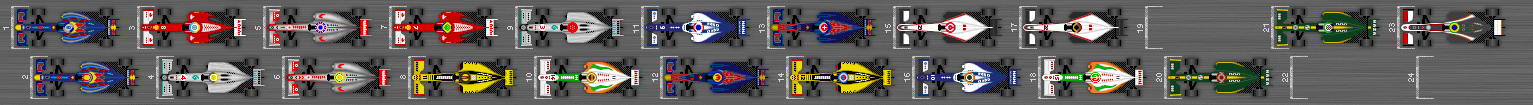
Graella de sortida definitiva

## Cursa
| Pos | No | Pilot              | Constructor          | Voltes | Temps / Retirada  | Pos.Sortida | Punts |
| --- | -- | ------------------ | -------------------- | ------ | ----------------- | ----------- | ----- |
| 1   | 1  | Jenson Button      | McLaren-Mercedes     | 56     | 1h 46' 42. 163    | 5           | 25    |
| 2   | 2  | Lewis Hamilton     | McLaren-Mercedes     | 56     | + 1.530 s         | 6           | 18    |
| 3   | 4  | Nico Rosberg       | Mercedes             | 56     | + 9.484 s         | 4           | 15    |
| 4   | 8  | Fernando Alonso    | Ferrari              | 56     | + 11.869 s        | 3           | 12    |
| 5   | 11 | Robert Kubica      | Renault              | 56     | + 22.213 s        | 8           | 10    |
| 6   | 5  | Sebastian Vettel   | Red Bull-Renault     | 56     | + 33.310 s        | 1           | 8     |
| 7   | 12 | Vitali Petrov      | Renault              | 56     | + 47.600 s        | 14          | 6     |
| 8   | 6  | Mark Webber        | Red Bull-Renault     | 56     | + 52.172 s        | 2           | 4     |
| 9   | 7  | Felipe Massa       | Ferrari              | 56     | + 57.796 s        | 7           | 2     |
| 10  | 3  | Michael Schumacher | Mercedes             | 56     | + 1' 01.749 min.  | 9           | 1     |
| 11  | 14 | Adrian Sutil       | Force India-Mercedes | 56     | + 1' 02.874 min.  | 10          |       |
| 12  | 9  | Rubens Barrichello | Williams-Cosworth    | 56     | + 1'03.665 min.   | 11          |       |
| 13  | 17 | Jaime Alguersuari  | Toro Rosso-Ferrari   | 56     | + 1' 11. 416 min. | 12          |       |
| 14  | 19 | Heikki Kovalainen  | Lotus-Cosworth       | 55     | + 1 Volta         | 21          |       |
| 15  | 10 | Nico Hülkenberg    | Williams-Cosworth    | 55     | + 1 Volta         | 16          |       |
| 16  | 21 | Bruno Senna        | HRT-Cosworth         | 54     | + 2 Voltes        | 23          |       |
| 17  | 20 | Karun Chandhok     | HRT-Cosworth         | 52     | + 4 Voltes        | 24          |       |
| Ret | 18 | Jarno Trulli       | Lotus-Cosworth       | 21     | Hidràulics        | 20          |       |
| Ret | 25 | Lucas di Grassi    | Virgin-Cosworth      | 9      | Embragatge        | 22          |       |
| Ret | 22 | Pedro de la Rosa   | BMW Sauber-Ferrari   | 8      | Motor             | 17          |       |
| Ret | 16 | Sébastien Buemi    | Toro Rosso-Ferrari   | 0      | Accident          | 13          |       |
| Ret | 23 | Kamui Kobayashi    | BMW Sauber-Ferrari   | 0      | Accident          | 15          |       |
| Ret | 15 | Vitantonio Liuzzi  | Force India-Mercedes | 0      | Accident          | 18          |       |
| NVS | 24 | Timo Glock         | Virgin-Cosworth      |        | Motor             | 19          |       |